# ربعی بن کأس
ربعی بن کأس از بنی تمیم و اهالی کوفه بود. وی از یاران و کارگزاران علی بن ابی طالب در زمان خلافت وی بود. بعد از نبرد جمل برخی از اعراب به رهبری حسکة بن خطبی و عمران بن فضیل برجمی در ناحیه سیستان شورش کردند. به نقلی علی و به نقل دیگر عبدالله بن عباس، حاکم بصره، ربعی را با چهار هزار نفر به سوی سیستان گسیل داشت. وی موفق شد شورش را سرکوب کند و امارت سیستان را در اختیار گیرد.